# 영국 병원
영국 병원(Britannia Hospital)은 영국에서 제작된 린지 앤더슨 감독의 1982년 영화이다. 레너드 로시터 등이 주연으로 출연하였고 클리브 파슨스 등이 제작에 참여하였다.

## 출연

### 주연
- 레너드 로시터
- 브라이언 페티퍼

### 조연
- 존 모팻
- 풀톤 맥케이
- 비비안 피클즈
- 바바라 힉스
- 그레이엄 크로우덴
- 질 베넷
- 피터 제프리
- 마샤 A. 헌트
- 캐서린 윌머
- 메리 맥레오드
- 조안 플로라이트
- 로빈 애스퀴드

## 제작진
- 협력프로듀서: 존 컴포트
- 미술: 노리스 스펜서
- 배역: 팻시 폴락